# 病的な (数学)

ワイエルシュトラス関数は至る所で連続であるが微分可能ではない。

数学における病的な（びょうてきな、英語: pathological; 病理学的な）事象とは、その性質が変則的に悪質であったり、直感に反すると見なされるようなもののことを言う。素性の悪い（ill-behaved）ともいう。対義語には行儀の良い (well-behaved) というものがある。

## 概説
反例によってある定理の有用性が脅かされた時に、その有用性を主張する立場の者が、そのような例は病的である、と述べることがしばしばある。有名な反例に、アレクサンダーの角付き球面と呼ばれるものがある。それは、『空間 R3 への球面 S2 の位相的埋め込みは、「行儀の悪い」挙動が生じる可能性を防ぐための追加条件が課されない限り、空間を「きれいに」分割するとは限らない』、という例である（ジョルダン-シェーンフリースの定理を参照されたい）。
病的な事象を探す研究者は、特に解析学や集合論の分野においては、広く応用可能な一般的な定理を見つけることよりも、既存の定理の不完全さを指摘することに興味を覚えるような実験主義者であると言うことができるかも知れない。それらのいずれの活動も、数学の発展上重要な役割を担っている。

## 病的な関数
「病的な関数」の古典的な例の一つに、至る所で連続であるが至る所微分不可能な、ワイエルシュトラス関数と呼ばれるものがある。微分可能な関数とワイエルシュトラス関数の和は、再び至る所で連続であるが至る所で微分不可能な関数となるため、そのような病的な関数は少なくとも微分可能な関数と同じだけ存在することが分かる。実は、ベールのカテゴリー定理により、「ほとんどすべての」連続関数は至る所で微分不可能であるということが示される。
平たく言えば、これは考え得る関数が非常にたくさん存在することが原因である。大部分は至る所微分不可能であり、描いたり研究したりできる関数は比較的稀で、そのうち興味があったり有用であるものは「行儀が良い」関数でもあることが分かる。

## 病的な例
病的な例はしばしばいくらかの好ましくないかまたは珍奇な特性をもつ。その特性はある理論の中では有意義を成り立たせるように説明するのが難しい。そのような病的な振る舞いはしばしば新しい理論とより一般的な結果をもたらす新しい研究を促す。たとえば、これらのいくつかの重要な歴史的な例は次のようである：
- 古代ギリシアにおけるピタゴラス学派による無理数の発見。例えば単位正方形の対角線の長さとしての {\displaystyle {\sqrt {2}}}。
- 有理数の濃度は整数の濃度と等しい。
- いくつかの代数体は一意分解環でないような整数環をもつ。例えば、体{\displaystyle \mathbb {Q} ({\sqrt {-5}})}。
- フラクタルその他の非整数次元図形（ハウスドルフ次元を見よ）の発見。
- ワイエルシュトラス関数：至る所連続だが至る所微分不能な実関数の例。
- 高木貞治が1903年の論文で「連続だが至る所で微分不可能な関数」（高木関数）を構成した。
- リーマンは1861年「至るところ微分不可能な連続関数」の例として、リーマン関数{\displaystyle R(x)=\sum _{n=1}^{\infty }{\frac {\sin {(n^{2}x)}}{n^{2}}}}を構成した。しかしながら、リーマン関数は{\displaystyle x_{0}=\pi {\frac {2A+1}{2B+1}}\quad (A,B\in \mathbb {Z} )}に限っては微分可能で、その点における微分係数は{\displaystyle R'(x_{0})=-{\frac {1}{2}}}になることが知られている。
- 実解析および超函数論でのテスト関数：実数直線上で無限回微分可能であって、与えられた有限区間の外側はすべて 0 となる関数。この関数の一例はテスト関数、
{\displaystyle \varphi (t)={\begin{cases}e^{-1/(1-t^{2})},&-1<t<1,\\0,&{\text{otherwise}}\end{cases}}}
である。

- カントール集合（⊂ [0, 1]）は、測度 0だが非可算集合。
- ペアノ曲線：単位正方形を埋め尽くす連続曲線（より精確に、単位区間 [0, 1] から [0, 1] × [0, 1] への全射連続写像）という意味で空間充填曲線の一例。
- ディリクレ関数（有理数の集合 Q の指示関数）は、有界だがリーマン可積分でない。任意の点で不連続である。
- トマエ関数は、{\displaystyle t(x)={\begin{cases}1/q&(x=p/q,\ x\in \mathbb {Q} \setminus \{0\},\ p\in \mathbb {Z} ,\ q\in \mathbb {N} ,\ \gcd(p,q)=1),\\1&(x=0),\\0&(x\in \mathbb {R} \setminus \mathbb {Q} ).\end{cases}}}で定義され、どの点においても{\displaystyle \lim _{x\to a}t(x)=0}となる。各有理数において不連続である一方で、各無理数において連続である。このように不連続点が稠密で無限個あるにもかかわらず、（定義式の似ているディリクレの関数とは異なり）この関数は区間 [0, 1] 上でリーマン積分可能であることが示せる。
- カントール関数は [0, 1] を [0, 1] の上へ写す単調連続関数だが、ほとんど至るところ微分係数は0である。ルベーグ積分における微分積分学の第二基本定理について、条件「至るところ微分可能」を条件「ほとんど至るところ微分可能」に書き換えられない反例になっている。
- ペアノ算術の可算再帰的飽和モデルに対して「直観的に偽」な算術的言明を含む充足クラスを構成できる。
- ルベーグ非可測関数の存在。ヴィタリ集合も参照。他方、コーシーの関数方程式の解の１つであるハメル関数もルベーグ非可測（かつ任意の点で不連続）であることが知られている。

これらが発見された時点では、それらの各々は極めて病的と考えられた。今日では、各々は現代の数学の理論の中では消化済みである。